# اپیدندروسور
اپیدندروسور (نام علمی: Scansoriopteryx) نام یک سرده از شاخه طنابداران است.